# Fàbrica Carbonell
La Fàbrica Carbonell és una obra modernista de Canet de Mar (Maresme) inclosa a l'Inventari del Patrimoni Arquitectònic de Catalunya.

## Descripció
Situada a la cantonada entre el carrer Torrent dels Lledoners, el carrer Josep Móra i el passeig de Nostra Senyora de la Misericòrdia, al centre del municipi. La fàbrica Can Carbonell està formada per dues grans naus simètriques unides per un edifici central de serveis administratius, destinat també a la maquinària de vapor. Les dues naus principals, destinades a sales de màquines i confecció, rebien la força motriu que proporcionava la màquina de vapor, on ben a prop, tenia una impressionant xemeneia. Aquesta, gairebé a tocar del passeig de la Misericòrdia, era coneguda com el Vapor Nou però a causa d'una gran explosió, als anys quaranta del segle xx, fou destruïda. Al seu costat, també hi havia dues naus auxiliars destinades a magatzems i un edifici d'oficines situat a mà dreta de l'estatge del porter de la fàbrica.
Can Caronell Vapor, que és l'element que ara ens ocupa, està situat entre les dues naus i s'obre davant un pati central que comunica els edificis i l'entrada del recinte. La finca està delimitada per un mur format per pilars de maons a la vista combinat amb senzilles baranes de ferro forjat. A la part del carrer Torrent dels Lledoners, hi ha l'accés principal i en aquest, els pilars són més alts, estan treballats amb formes geomètriques i tenen un remat de dues vessants. L'edifici és de secció basilical i té una distribució de planta baixa i un pis, amb coberta plana. A la part baixa hi ha tres obertures, la central, més gran i d'arc escarser correspon a la porta principal; i les laterals, d'un eix d'arc ogival, són portes secundàries. Al primer pis, un gran finestral d'arc escarser, és dividit amb tres parts i la separació d'aquestes es fa mitjançant pilars. El parament del conjunt és d'aparell de maons a la vista i la façana empra pinacles i columnes, que es disposen entre la forma esgraonada que s'aprecia en tot el remat de la testera. De fet, aquests elements juntament amb el tractament de les finestres, és molt similar a la Casa Roura, de la Riera de Sant Domènech.
Pel que fa a les dues naus, molt similars l'una de l'altra, són de planta rectangular allargada i presenten el parament arrebossat i ornamentat amb esgrafiats de motius florals. Tanmateix, hi destaquen grans finestrals de fusta treballada, l'ús de formes geomètriques i el teulat àrab a dues vessants de tipologia modernista. A més a més, compta amb unes baranes de forja en forma de teranyina. El seu interior, tot i que malmès pel pas del temps, encara conserva l'estètica modernista i bona part de les parets de les rajoles de decoració de les parets.

## Història
En iniciar-se el segle XX hi havia a Canet una vintena escassa de petits fabricants de gènere de punt i de teixits a la plana. Algunes d'aquestes empreses es van desenvolupar i van créixer progressivament. La fàbrica de gènere de punt més important era la de Joan Carbonell i Paloma, que el 1890 es va associar amb Jaume Susanna i Feliu. La Carbonell i Susanna tenia la fàbrica al carrer Ample, però el 1899 va construir un complex fabril, projectat per Josep Puig i Cadafalch, entre el torrent dels Lledoners i el futur passeig de la Misericòrdia. Amb els anys, Joan Carbonell va acabar adquirint l'empresa. La fàbrica Carbonell va ser la principal impulsora del desenvolupament del gènere de punt a Canet. Tanmateix, va ser el primer edifici industrial projectat per l'arquitecte Josep Puig i Cadafalch i es pot considerar com un conjunt modèlic en el seu gènere.
Al llarg de la seva història aquesta fàbrica ha patit una sèrie de modificacions. A part de l'explosió de la caldera l'any 1941, cal afegir la compra, als anys seixanta, de la nau del costat del carrer de Josep Móra per part de l'empresa Isidre Jover i Cia per muntar-hi la secció de mitjons. La nau va ser modificada totalment, si bé no va ser enderrocada, del tot, perquè es va aprofitar part de l'estructura. A l'actualitat encara es pot veure la nau bessona tal com va projectar-la Puig i Cadafalch.